# N̂
La N con acento circunflejo (Mayúscula: N̂ minúscula: n̂), es un grafema latino utilizado en la Idioma chiricahua, Idioma massa, Bajo alemán medio, También se utiliza en la romanización ISO 9 del alfabeto cirílico. Es la letra N diacrítica con acento circunflejo.

## Uso
En la romanización ISO 9 del alfabeto cirílico, ‹ N̂, n̂ › translitera la letra cirílica Nje ‹ Њ, њ › utilizada en Macedonio, Montenegrino y Serbio.

## Codificación
La N con acento circunflejo se puede representar con los siguientes caracteres en Unicode
| forma     | representación | Código        | descripciones                                   |
| --------- | -------------- | ------------- | ----------------------------------------------- |
| Mayúscula | N̂              | U+004E U+0302 | letra mayúscula latina n con acento circunflejo |
| minúscula | n̂              | U+006E U+0302 | letra minúscula latina n con acento circunflejo |